# European Rugby Cup
Pour les articles homonymes, voir ERC.
L'European Rugby Cup ou ERC est une société d'événementiel spécialisée dans le rugby fondée en 1995 et dissoute en 2014. Il administre et organise les deux compétitions de rugby à XV des clubs européens : la Coupe d'Europe et le Challenge européen. Le siège de l'ERC est situé à Dublin en Irlande.
L'ERC est remplacé en 2014 par l'European Professional Club Rugby.

## Identité visuelle (logotype)

Logo de 1996 à 2003.
Logo de 2003 à 2011.
Logo de 2011 à 2014.

## Présidents
- De 1999 à 2014 :  Jean-Pierre Lux

## Classement
Un classement est mis en place, entre les saisons 2008-2009 et 2012-2013, afin d'établir des chapeaux lors du tirage au sort des poules des compétitions européennes.
| Rang | Club                       | Points |
| ---- | -------------------------- | ------ |
| 1    | Leinster Rugby             | 35     |
| 2    | Stade toulousain           | 26     |
| -    | RC Toulon                  | 26     |
| 4    | ASM Clermont Auvergne      | 25     |
| 5    | Biarritz olympique         | 24     |
| 6    | Munster                    | 22     |
| 7    | Ulster                     | 20     |
| 8    | Stade français             | 19     |
| 9    | Northampton Saints         | 18     |
| 10   | Harlequins                 | 15     |
| -    | Cardiff Blues              | 15     |
| 12   | Saracens                   | 13     |
| -    | Leicester Tigers           | 13     |
| -    | USA Perpignan              | 13     |
| 15   | Edinburgh Rugby            | 11     |
| -    | London Wasps               | 11     |
| 17   | Ospreys                    | 10     |
| 18   | Llanelli Scarlets          | 9      |
| 19   | Glasgow Warriors           | 8      |
| 20   | Montpellier HR             | 7      |
| -    | Connacht Rugby             | 7      |
| -    | Bath Rugby                 | 7      |
| -    | Gloucester Rugby           | 7      |
| -    | CA Brive                   | 7      |
| 25   | Castres olympique          | 5      |
| -    | Racing Métro 92            | 5      |
| -    | London Irish               | 5      |
| 28   | Exeter Chiefs              | 4      |
| -    | Benetton Trévise           | 4      |
| 30   | Sale Sharks                | 3      |
| 31   | Newport Gwent Dragons      | 2      |
| -    | Newcastle Falcons          | 2      |
| -    | Atlantique stade rochelais | 2      |
| -    | CS Bourgoin-Jallieu        | 2      |
| 35   | Zebre                      | 1      |
| -    | Rugby Viadana              | 1      |